# Novocaine
Novocaine (conocida como Sonrisa peligrosa en España y La seducción en Hispanoamérica) es una película de humor negro y suspenso de 2001, escrita y dirigida por David Atkins y protagonizada por Steve Martin, Helena Bonham Carter, Laura Dern, Lynne Thigpen y Elias Koteas. Fue filmada en el área de Chicago, Illinois, durante un período limitado de 32 días. La película recibió publicidad extra durante su producción y su lanzamiento a causa de un romance fuera de la pantalla entre Martin y Bonham Carter. Tuvo críticas poco entusiastas y recibos bajos de taquilla.

## Argumento
Frank (Steve Martin) es un honrado dentista que lleva una vida tranquila. Todo cambiará cuando una nueva paciente, Susan (Helena Bonham Carter), llega a su consulta. A partir de entonces empezarán a surgir problemas.

## Reparto
- Steve Martin como el Dr. Frank Sangster
- Helena Bonham Carter como Susan Ivey.
- Laura Dern como Jean Noble.
- Elias Koteas como Harlan Sangster.
- Scott Caan como Duane Ivey.
- Lynne Thigpen como Pat.
- Kevin Bacon como Lance Phelps.
- Keith David como Detective Lunt.

## Recepción
La película recibió una mezcla decidida de comentarios. Roger Ebert del Chicago Sun-Times encontró el «cine negro» divertido «hasta el final», y declaró sus «lagunas» perdonables para una comedia. La reseña de Los Angeles Times tuvo grandes elogios para la actuación de Martin, y la mayor parte del trabajo del director Atkins, pero encontró la aparición de Kevin Bacon «ridícula», y la tensión de la película reducida por la «huida prácticamente bufonada de la policía». La reseña de la revista Salon encontró la película «tan agresivamente con estilo que pareciera que se trata más de un truco», su trama «lenta y aburrida», y aunque la actuación de Laura Dern hizo la película «ir de manera eficiente cuando está en pantalla», con la «conclusión débilmente impactante» de la película, «nos quedamos fuertemente sedados, y no de la buena forma». Tiene un 38 % en Rotten Tomatoes.
La película recaudó $2 millones en los Estados Unidos, y casi 500.000 dólares en los mercados extranjeros, con un presupuesto de producción de $8 millones.